# Zapata County
Zapata County je okres ve státě Texas v USA. K roku 2010 zde žilo 14 018 obyvatel. Správním městem okresu je Zapata. Celková rozloha okresu činí 2 740 km².